# Heidi Bieblová
Heidi Bieblová (17. února 1941, Oberstaufen – 20. ledna 2022, Immenstadt) byla německá alpská lyžařka.
Na olympijských hrách ve Squaw Valley roku 1960 vyhrála závod ve sjezdu, ve svých devatenácti letech, což z ní učinilo nejmladší medailistku her a nejmladší alpskou lyžařku, která na OH vyhrála zlato (toto unikum držela až do roku 2013). Na svých druhých olympijských hrách v Innsbrucku v roce 1964 skončila čtvrtá ve sjezdu i slalomu. Mezi lety 1959 až 1965 získala 15 německých mistrovských titulů. Olympijské závody absolvovala jako členka Sjednoceného německého týmu, jinak byla občankou Západního Německa.
Vyrůstala jen se svou matkou poté, co její otec zemřel ve druhé světové válce. Matka ji také naučila lyžovat. Po střední škole v Immenstadtu se vyučila v lyžařské továrně v Erbachu u Ulmu. Zajímavostí je, že byla poměrně silnou kuřačkou a kouření také přisoudila svůj pokles formy okolo roku 1966, kvůli němuž nebyla zařazena do reprezentačního výběru pro světový šampionát v Portillu, za značných sporů s vedením německého lyžařského svazu. Poté ukončila závodní kariéru. Následně se stala lyžařskou instruktorkou a časem si založila vlastní lyžařskou školu s kurzy především pro děti a mládež. Později si otevřela hotel v lázeňském středisku v rodném Oberstaufenu, který provozovala až do roku 2008. Působila také v televizi jako spolukomentátorka přenosů.